# Hrvoje Horvat (glumac)
Hrvoje Horvat je kazališni, televizijski i filmski glumac.

## Filmografija

### Televizijske uloge
- "Odmori se, zaslužio si" kao Marko Kosmički (mladić) (2006.)
- "Bitange i princeze" kao mladić (2008.)
- "Najbolje godine" kao Sebastijan Lovrić (2009. – 2011.)

### Filmske uloge
- "Pjevajte nešto ljubavno" kao pijani panker (2007.)
- "Smash!" kao štreber (2010.)

## Vanjske poveznice
- Hrvoje Horvat u internetskoj bazi filmova IMDb-u (engl.)